# Playa Quemada
Playa Quemada est un village sur la côte est de Lanzarote dans les Îles Canaries. Il fait partie de la commune de Yaiza.

## Le village
Le village est situé au pied du Massif de Los Ajaches, classé Monumento National, et a été préservé de l'urbanisation intensive qui a touché la cote est de Lanzarote. Il garde un aspect typique de village de pêcheurs avec ses maisons en bordure de plage.

## Vues du village

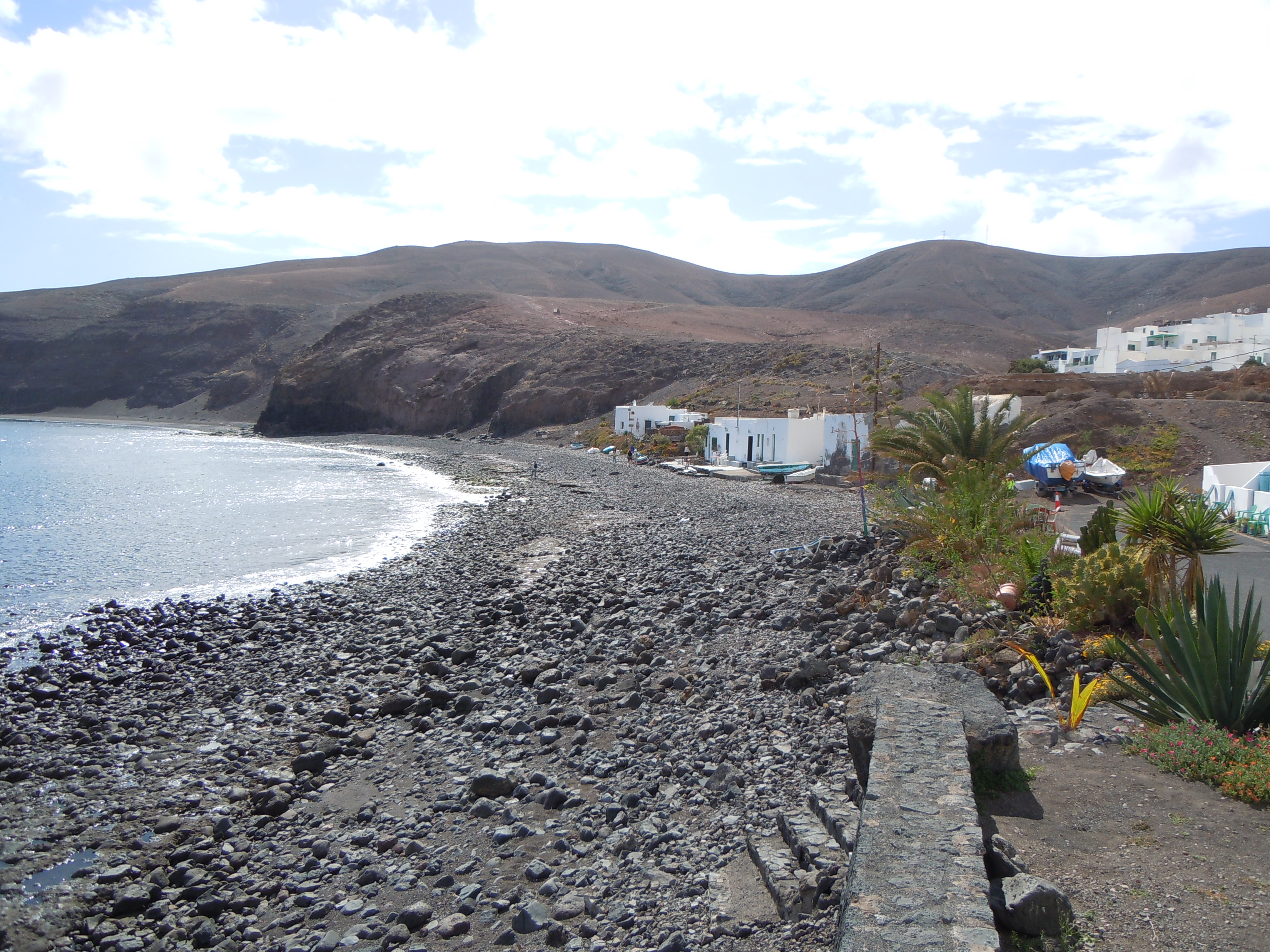
La plage de galets volcaniques noirs.
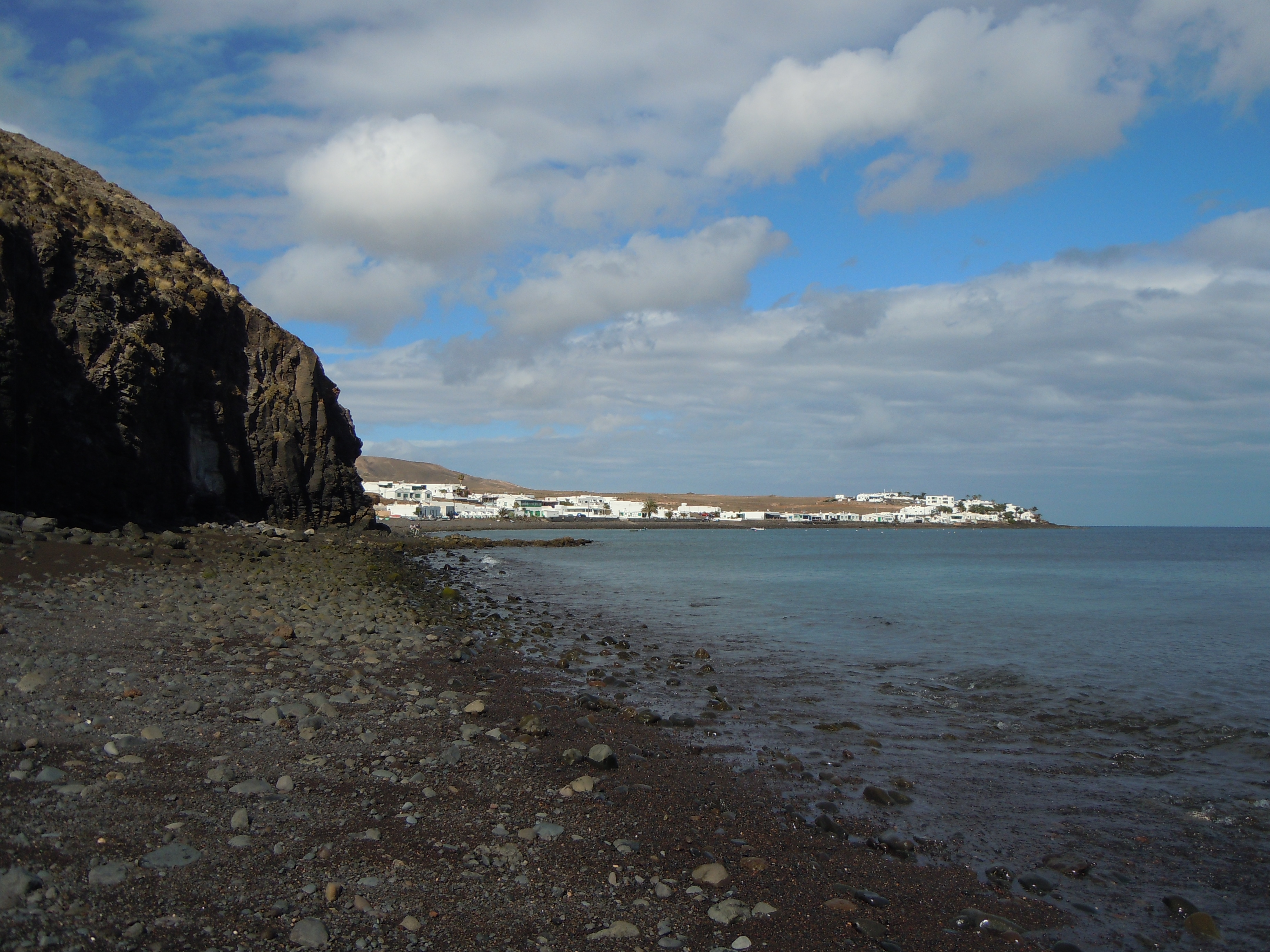
La plage au sud du village en est séparé par un éperon rocheux, fermé à marée haute.
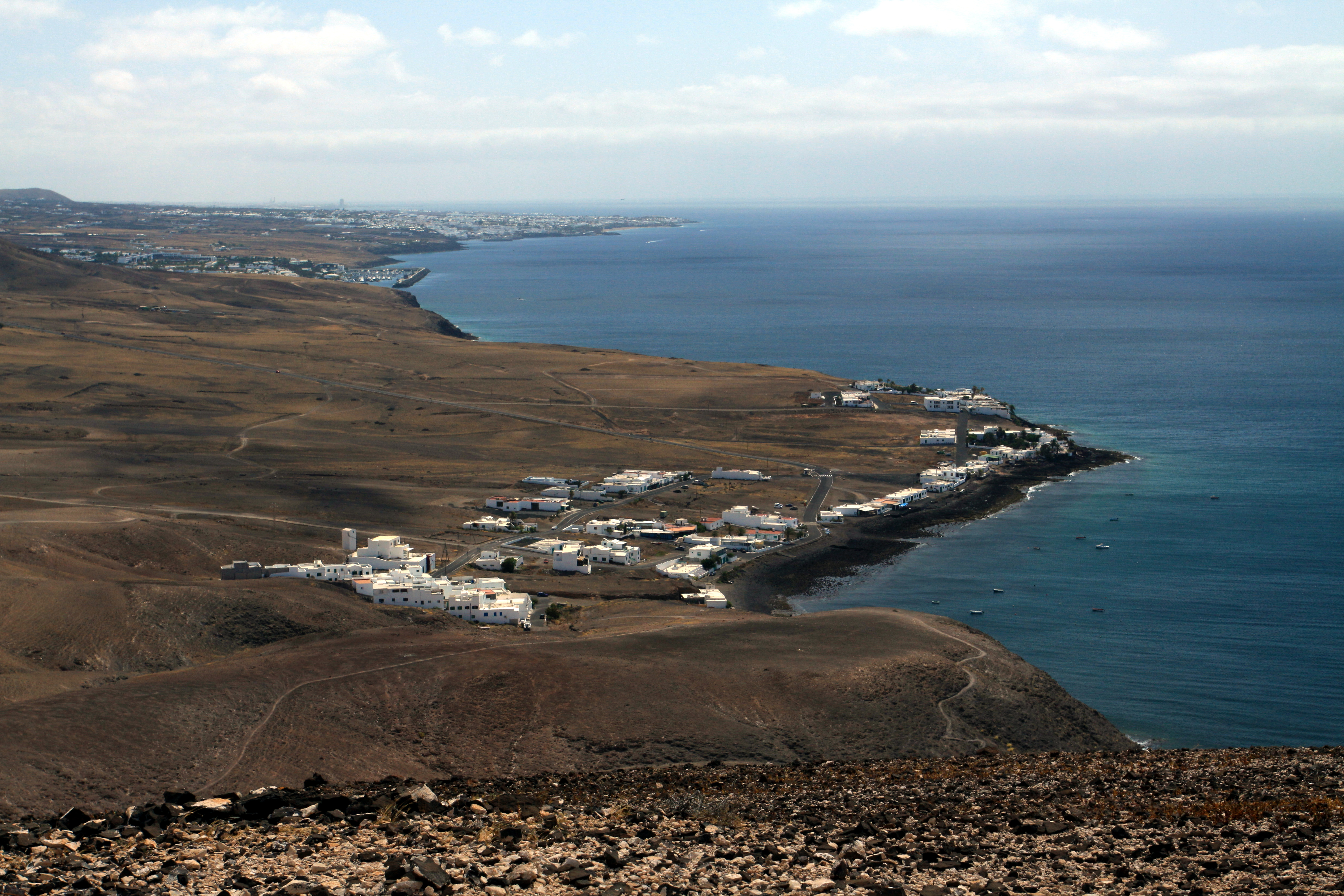
Vue de Playa Quemada depuis les hauteurs de Los Ajaches